# Roupa Nova
Roupa Nova est un groupe de pop rock brésilien, originaire de Rio de Janeiro. Il est formé dans les années 1980 et se trouve encore en activité. Influencé par le rock, pop rock, et pop, il a fréquemment été comparé au groupe américain Toto. Le groupe compte plus de 20 millions d'exemplaires vendus,, et plus de 52 singles dans sa carrière. Roupa Nova forme son propre label en 2004, avec le lancement du CD/DVD ROUPAcustico 1.

## Biographie

### Années 1970–1980
Le groupe est formé en 1970, par Paulinho (chanteur, percussion), Serginho Herval (batterie, chanteur), Nando (basse, chanteur), Kiko (guitare, violon et chanteur), Cleberson Horsth (piano et chanteur) et Ricardo Feghali (piano, chant). Cette formation publie le single Hoje ainda é dia de Rock. Cette formation se produit après la fin du groupe Os Famks. Les chansons les plus connues sont : Dona (Roque Santeiro, 1985), A Viagem (1994) et Coração Pirata (Rainha da Sucata, 1990).
En 1982, le groupe s'installe sur la scène nationale avec la sortie de son deuxième album, qui présente des classiques comme Clarear, thème de la série O Jogo da Vida sur Rede Globo, Lumiar, Vira de sado, Vôo livre et Simplesmente qui sont la bande-son de la série Paraíso. Estado de Graça est la bande-son nationale de Campeão sur TV Bandeirantes.
L'album suivant, sorti en 1983, propulse Roupa Nova dans le succès national avec la chanson Anjo, bande-son de la série Guerra dos Sexos sur TV Globo, étant parmi les dix chansons les plus diffusées à la radio brésilienne cette année. Du même album, les Roupa Nova sortent la ballade Sensual, qui devient la bande-son du feuilleton de Rede Globo, Voltei pra você, et O Direito de Nascer de SBT.
En 1984, les Roupa Nova atteignent de nouveau les charts avec la sortie du quatrième album de leur carrière, qui comprend, entre autres, des succès comme Whisky Go Go, Chuva de Prata, Tímida, Não Dá et Com Você Faz Sentido.
L'année suivante, en 1985, les Roupa Nova rééditent leur album le plus réussi, apportant plusieurs de leurs grands succès, comme Dona, Seguindo no trem azul, Linda Demais, Sonho, Corações psicodélicos et Show de rock'n roll. L'album atteint les 2,2 millions d'exemplaires vendus,, atteignant les disques d'or, de platine, et double disque de platine.
En 1986 sort le hit Um sonho a dois, composé par Michael Sullivan et Paulo Massadas. Le sixième album du groupe, Inheritance, sort en 1987, et est une fois de plus un succès de vente majeur, dépassant le million de ventes. Les comprend des hits comme  Volta pra ùim, A força do amor, Cristina et De volta pro futuro qui sont diffusés sur les chaines de radio brésiliennes
Il est suivi, en 1988, par leur septième album, Luz, qui comprend des hits comme Meu universo é você et Vício, qui dominent les hit-parades et les émissions télévisées. Cet album, comme le précédent, aident à solidifier la carrière et la personnalité du groupe, remportant une mention spéciale avec les morceaux Filhos en duo avec Trem da Alegria, Romântico demais et Chama qui devient la bande-son de la série Que rei sou eu sur Rede Globo.
En 1989, en duo avec José Augusto, les Roupa Nova enregistrent Eu e você, bande-son de la série Tieta Rede Globo sur Rede Globo.

### Années 1990
Au début des années 1990, les Roupa Nova restent dans les charts avec le morceau Frente e versos, boosté par le méga hit Coração pirata, bande-son de Rainha da sucata. Le morceau Esse tal de repi enroll devient la bande-son de la série Meu Bem Meu Mal sur Rede Globo.
L'année suivante, en 1991, le groupe sort son premier album live, Roupa Nova ao vivo, comprenant les meilleurs singles sortis dans les dix premières années de la carrière du groupe dans des versions live telles que Lumiar, Roupa Nova, Anjo, Sapato velho, Show de rock'n roll, Coração pirata et Whisky à Go-Go
Dans la même année, les Roupa Nova enregistrent le thème original du Rock in Rio en 198, et sont lancés pour la première fois sur la scène du festival, où ils jouent leurs succès devant une grande foule, aux côtés du chanteur et compositeur Beto Guedes, de Minas Gerais, avec qui ils enregistrent un duo sur le morceau Todo azul do mar pour l'album Cais de Ronaldo Bastos également sorti en 1991,,.
En 1992, l'album The Best en Español est publié en Amérique latine et aux États-Unis, et réunit 13 grands succès du groupe traduits en espagnol, avec un accent sur la chanson Zapato viejo, version du classique Sapato velho sortie sur le premier album du groupe en 1981. Le groupe sort également la chanson Ser mais feliz, enregistrée exclusivement pour la bande-son du feuilleton FDespedida de Solteiro sur Rede Globo, thème du personnage Bianca dont le rôle est repris par l'actrice Rita Guedes.
En 1993, le groupe sort son onzième album, intitulé De volta ao começo, qui reprend des classiques brésiliens enregistrés à l'origine par des artistes tels que Gonzaguinha, Roberto Carlos , Os Paralamas do Sucesso, Os Mutantes, O Terço, Taiguara, Sérgio Sampaio et Milton Nascimento, entre autres ; Ando meio desligado devient la bande-son de la telenovela Sonho meu sur Rede Globo,,.
L'année suivante, les Roupa Nova lancent un autre album à succès, l'album Vida vida, et grâce à la popularité de la chanson A viagem qui devient le thème d'ouverture de la telenovela du même nom sur Rede Globo, le groupe reste des mois dans les charts. Du même album est extrait le morceau Os corações não são iguais, un autre succès radio
En 1995, sort la compilation Novela Hits.

### Années 2000
En 2001, le groupe sort l'album Ouro de minas, composé de 12 chansons des compositeurs de Minas Gerais, dont Milton Nascimento, Beto Guedes, Flávio Venturini, Lô Borges, Samuel Rosa et João Bosco, avec la participation spéciale des chanteurs Ivete Sangalo, Zélia Duncan, Elba Ramalho, Sandra de Sá et Luciana Mello. Avec cet album, les Roupa Nova remportent le Prêmio Caras de Música en 2002 dans la catégorie du meilleur groupe populaire, concurrençant Araketu et Art Popular. En 2004, le groupe sort son premier DVD, RopaAcústico, qui se vend à plus de 70 000 exemplaires.
Au cours de sa carrière, Roupa Nova a collaboré avec les grands noms de la musique brésilienne et des artistes internationaux, tels que The Commodores, avec qui ils enregistrent la chanson Esse tal de repi enroll, bande-son du feuilleton Meu bem meu mal, David Gates (ancien chanteur de Bread), avec qui ils enregistrent De ninguém pour l'album Através dos Tempos (1997), et la chanson Volte neste natal pour l'album Natal todo dia (2007), et le groupe Ben's Brother, qui participe à la chanson Reacender du CD/DVD Roupa Nova em Londres (2009).
En juin 2005, les Roupa Nova sont récompensés du Prêmio TIM de Música dans la catégorie « chanson populaire », recevant deux prix : celui du meilleur album avec Roupacústico, en collaboration avec Dulce Beleza de Dulce Quental, et Outros planos du groupe 14 Bis, pour le prix du meilleur groupe.
En 2007, les Roupa Nova reçoivent de nouveau le Prêmio TIM de Música, cette fois, catégorie « chanson populaire », du meilleur groupe avec l'album RopaAcústico, en compétition avec le groupe The Originals. La même année, le groupe est invité de Roberto Carlos à l'émission Roberto Carlos Especial, présentée par Rede Globo, auquel ils chantent les chansons Se você pensão, Whisky a Go G et La Paz.

### Années 2010
Leur CD/DVD Roupa Nova 30 anos, sorti en 2010, est certifié double disque de platine, avec lequel ils remportent le prix du meilleur groupe populaire au 22º Prêmio da Música Brasileira.
En 36 ans de carrière, ils comptent plus de huit millions d'exemplaires vendus, en 2012.
En 2016, les Roupa Nova participent à l'album De volta pro amanhã du groupe Sorriso Maroto, avec le morceau inédit Adeus. En mai 2017, ils participent au programme télévisé Música Boa Ao Vivo d la chaine locale Multishow jouant des hits comme Mar de lágrimas, Guerra Fria, É Tempo de Amar, Clarear, A Viagem, Linda Demais, Sonhando Com Os Pés No Chão et Whisky à Go Go. L'émission se termine avec des reprises de groupes de rock classiques comme Queen, Nirvana et Guns 'n' Roses.

## Membres
- Paulinho - chant, percussions
- Serginho Herval - batterie, percussions, violon, chant
- Nando - basse, violon, chant
- Kiko - guitare, violon, chant
- Ricardo Feghali - piano, claviers, guitare, violon, chant
- Cleberson Horsth - claviers, chant

## Discographie
- 1981 : Roupa Nova (1981) - 70 000 albums vendus
- 1982 : Roupa Nova (1982) - 90 000
- 1983 : Roupa Nova (1983) - 250 000 (disque de platine)
- 1984 : Roupa Nova (1984) - 500 000 (2x de platine)
- 1985 : Roupa Nova (1985) - 1 300 000 (disque de diamant)
- 1987 : Herança - 750 000 (3x disque de platine)
- 1988 : Luz - 400 000 (disque de platine)
- 1990 : Frente e versos - 200 000 (disque d'or)
- 1991 : Ao vivo - 600 000 (2x disque de platine)
- 1992 : The Best en Español - 100 000 (disque d'or)
- 1993 : De volta ao começo - 150 000 (disque d'or)
- 1994 : Vida vida - 100 000 (disque d'or)
- 1995 : Novela Hits - 100 000 (disque d'or)
- 1996 : 6/1 - 50 000
- 1997 : Através dos tempos - 70 000
- 1999 : Agora sim - 100 000 (disque d'or)
- 2001 : Ouro de minas - 80 000
- 2004 : RoupaAcústico (CD et DVD) - 350 000 (2x disque de platine)
- 2006 : RoupaAcústico 2 (CD et DVD) - 100 000 (disque d'or)
- 2007 : Natal todo dia
- 2008 : 4U
- 2009 : Roupa Nova em Londres (CD et DVD)
- 2010 : Roupa Nova 30 anos (CD et DVD)
- 2012 : Cruzeiro Roupa Nova (CD et DVD)
- 2013 : Roupa Nova Music - edição especial de luxo - 5 DVD + 1 EP - digipack